# 亞洲工業遺產區域網絡
亞洲工業遺產區域網絡 （Asian Route of Industrial Heritage, ARIH） 之倡議源於2012年11月於臺灣臺北市舉辦的國際工業遺產保存委員會（The International Committee for the Conservation of the Industrial Heritage, TICCIH）第15屆會員大會。TICCIH是成立於1973年的國際性非政府組織，致力於工業考古學研究，工業遺產的保護、推廣和詮釋，是聯合國教育、科學及文化組織（UNESCO）轄下國際文化紀念物與歷史場所委員會（ICOMOS）針對工業遺產保存、登錄與審查的官方諮詢單位。2012年TICCIH的第15屆會員大會是該組織首度在亞洲城市舉辦，會中並正式發表《臺北亞洲工業遺產宣言》（Taipei Declaration on Asian Industrial Heritage）。《臺北宣言》明確指出亞洲地區工業發展的歷程與西方世界的不同。尤其在殖民主義與近代工業化的脈絡下，地方性的生產方式與設施發展已成為亞洲區域歷史的一部份。亞洲區域工業遺產的定義包含工業革命之前及之後的技術、機器與生產設施、人造物與人造環境，宣言中提到：「……體認到跨國與區域工業遺產的重要性，且日後亞洲區域合作推動工業遺產保存維護之需求是極為關鍵的。因此，國際工業遺產保存委員會全體會員同意，有必要在該會的架構內建立一個亞洲工業遺產網絡。」

## 網絡發展過程
第15屆TICCIH會員大會會後，隨著《臺北亞洲工業遺產宣言》的正式發布，在國際與亞洲地區會員的支持之下，2014年9月接續在臺灣臺北市辦理「亞洲工業遺產區域網絡國際論壇暨青年工作坊」，會中並由TICCIH國際與亞洲與會會員共同簽署《亞洲工業遺產區域網絡合作備忘錄》。2015年9月在法國里爾第16屆TICCIH會員大會上，經亞洲區TICCIH理事們的協商、研議後，針對亞洲工業遺產在世界遺產範疇中的獨特性，以及自各區域工業化進程的不同與文化多元性，積極尋求連結與合作。目前區域網絡運作以日本、中國與臺灣的TICCIH會員們為核心，持續地透過著作論述，營造區域工業遺產彼此對話與協作的平台，並將過去亞洲區域各自努力的成果串聯，例如：中國國家文物局於2006年針對保護工業遺產提出《無錫建議》，並展開工業遺產普查；日本亦於2007年由經濟產業省設立「産業遺産活用委員会」針對近代化工業遺產進行保存與再利用的列冊追蹤；臺灣則有自2004年施行至今的各類產業「文化性資產清查作業」調查研究，隨著亞洲工業遺產保存意識與日俱進，未來韓國、越南、泰國、菲律賓、馬來西亞、新加坡、印度等亞洲國家代表也將陸續加入亞洲工業遺產區域網絡。

## 亞洲重要工業遺產
茲將亞洲地區已列入聯合國世界遺產名單之「工業遺產」（被指定年度，國家）條列如下：
- 印度山地鐵路：大吉嶺喜馬拉雅鐵路（1999年，印度）、尼爾吉里丘陵鐵路（2005年，印度）、卡爾卡-西姆拉鐵路（2008年，印度）
- 賈特拉帕蒂·希瓦吉終點站（原維多利亞終點站）（2004年，印度）
- 大運河（2014年，中國）
- 絲綢之路：長安-天山廊道路網（2014年，中國與哈薩克、吉爾吉斯斯坦共有）
- 石見銀山（2007年，日本）
- 富岡制絲廠及產業遺產群（2014年，日本）
- 明治日本的產業革命遺產 煉鐵·鋼鐵、造船、煤炭產業（2015年，日本）

除上述工業遺產，其他亞洲地區的工業遺產包括馬來西亞近打河谷錫礦產業及文化地景、霹靂州木炭產業聚落；中國湖北省黃石市冶鐵礦區、浙江省溫州市礬土礦業市鎮；日本栃木縣日光市足尾銅山銅礦遺址；以及臺灣阿里山森林鐵路、水金九礦業聚落等地區，都具備有相當程度的地方特色與區域工業遺產價值。

## 外部連結
- 國際工業遺產保存委員會 （页面存档备份，存于）
- 聯合國教科文組織世界遺產中心（页面存档备份，存于）
- 國際工業遺產保存委員會第15屆會員大會 - 台北 （页面存档备份，存于）
- 國際工業遺產保存委員會第16屆會員大會 - 里爾 （页面存档备份，存于）